# Gordon Raphael
Gordon Raphael er en musikproducer og musiker fra Seattle, Washington og New York, som i øjeblikket arbejder i San Antonio, Texas.